# Causing a Commotion
«Causing a Commotion» — песня американской певицы Мадонны из кинофильма 1987 года с её участием «Кто эта девчонка?».
Вошла в альбом с саундтреком к нему, а также была издана отдельным синглом. (Это был второй сингл с того альбома, первым стала песня «Who’s That Girl».)